# غربیت بالا
غربیت بالا، روستایی از توابع بخش دشتیاری شهرستان چابهار در استان سیستان و بلوچستان ایران است.

## جمعیت
این روستا در دهستان باهوکلات قرار دارد و براساس سرشماری مرکز آمار ایران در سال ۱۳۸۵، جمعیت آن ۴۷ نفر (۱۰خانوار) بوده‌است.